# Vráž (Píseki járás)
Vráž település Csehországban, Píseki járásban. Vráž Čížová, Ostrovec, Vojníkov és Cerhonice településekkel határos. Lakosainak száma 329 fő (2024. január 1.).

## Népesség
A település lakosságának változását az alábbi diagram mutatja:
| Lakosok száma | 497  | 445  | 396  | 430  | 334  | 301  | 303  | 310  | 314  | 329  |
|               | 1869 | 1890 | 1921 | 1950 | 1980 | 2001 | 2017 | 2019 | 2022 | 2024 |